# Saint-Johnsbury
Saint-Johnsbury est le siège du comté de Caledonia, situé dans le Vermont, aux États-Unis.

## Personnalités
- Jane Kitchel (1945-), femme politique américaine née à Saint-Johnsbury.